# دانيلو كيريلوفيتش زابولوتني
دانيلو كيريلوفيتش زابولوتني (بالأوكرانية: Данило Кирилович Заболотний، بالإنجليزية: Danylo Kyrylovych Zabolotny)، (28 ديسمبر 1866- 15 ديسمبر 1929) كان عالم وبائيات أوكرانيًا وسوفيتيًا. هو مؤسس أول قسم أبحاث في علم الأوبئة في العالم. في 1927، نشر كتابه "أساسيات علم الأوبئة".

## السيرة
وُلِد دانيلو زابولوتني في قرية صغيرة لأبوين من الفلاحين الفقراء. توفي والده وعمره 11 عامًا. أخذه عمه إلى روستوف، روسيا؛ حيث استطاع الالتحاق بمدرسة ثانوية داخلية. كان ذكيا ولديه موهبة في العلوم الطبيعية.
التحق بجامعة أوديسا. في 1883، احتج- كجزء من حركة طلابية- ضد خطة روسية لإلغاء استقلال الجامعة، وقضى ثلاثة أشهر في السجن. في 1891، تخرج من جامعة أوديسا. في 1894، تخرج من جامعة بوغوموليتس الطبية الوطنية. عمل طبيبًا في المستشفى العسكري في كييف من 1895 إلى 1897. في 1898، في جامعة سانت بطرسبورغ الحكومية الطبية الأولى، أنشأ أول قسم متخصص في علم الجراثيم في روسيا، وهو القسم الذي قاده حتى 1928. خلال هذه الفترة كان أيضًا واحدًا من ثلاثة علماء الذين قادوا المختبر الخاص، الذي تم إنشاؤه في 1898، حيث تم إنتاج لقاحات الطاعون والأمصال وتم إجراء تجارب على مسببات أمراض الطاعون والكوليرا.
من 1919 إلى 1923 كان رئيسًا لجامعة أوديسا الطبية الوطنية، في 1920، بدأ ما يعتبر أول قسم لعلم الوبائيات في العالم. من 1924 إلى 1928، كان أستاذًا في الأكاديمية الطبية العسكرية في لينينغراد. في 1928، أسس ما يسمى الآن معهد زابولوتني لعلم الأحياء الدقيقة وعلم الفيروسات في كييف. في 1930، تم منح زابولوتني رئاسة الأكاديمية الوطنية للعلوم في أوكرانيا.
أجرى دانيلو زابولوتني أبحاثًا رائدة على عدد من الأمراض المعدية، بما في ذلك الكوليرا والخناق والزحار والطاعون والزهري والحمى النمشية والغنغرينا. أثبت زابولوتني أن الطاعون ينتقل بالفعل عن طريق القوارض وساعد في تطوير اللقاحات والأمصال لعلاج الطاعون؛ وتضمن بحثه شربه لبكتيريا الكوليرا الحية بعد تطعيم نفسه، وبالتالي إثبات مدى فعالية التطعيم. قاد بعثات بحثية خلال الوباء الثالثة، في الهند والجزيرة العربية ومنغوليا والصين. قام بعمل ميداني مكثف في شمال الصين. في 1911، كان مندوبًا "مؤثرًا" في مؤتمر موكدين؛ حيث أجبرت الصين- بسبب طاعون منشوريا الذي قتل 60 ألف شخص- على "تبني نهج غربي في الرعاية الطبية، لتعزيز الصحة العامة خلال السنوات الأولى من الجمهورية الصينية".
في 15 ديسمبر 1929، توفي ودفن في القرية التي ولد فيها.

## روابط خارجية
- دانيلو كيريلوفيتش زابولوتني على المحدد المعياري الدولي للأسماء